# Randia oaxacana
Randia oaxacana är en måreväxtart som beskrevs av Paul Carpenter Standley. Randia oaxacana ingår i släktet Randia och familjen måreväxter. Inga underarter finns listade i Catalogue of Life.